# وكالة أخلاقية
الوكالة الأخلاقية(بالإنجليزية: Moral agency)‏ هي قدرة الفرد على إصدار أحكام أخلاقية تستند إلى أفكار معينة من الصواب والخطأ وتحمل المسؤولية تجاه هذه الأعمال. والوكيل الأخلاقي (بالإنجليزية: Moral agent)‏ هو "الشخص الذي لديه القدرة على التصرف بالرجوع إلى الصواب والخطأ.

## التطور والتحليل
يشير معظم الفلاسفة إلي أن الكائنات العقلانية فقط، والتي  يمكنها أن تستنتج العلية والسببية وتشكيل الأحكام، هي القادرة على أن تكون وكلاء للأخلاقية. ويقترح البعض أن أولئك الذين لديهم عقلانية محدودة (على سبيل المثال، الأشخاص الذين يعانون من إعاقة ذهنية خفيفة أو الرضع لديهم أيضا بعض القدرات الأخلاقية الأساسية.